# 尾林幸彦
尾林 幸彦（おばやし ゆきひこ、1963年3月17日 - ）は、地方競馬荒尾競馬場の元騎手。弟の尾林幸二は園田競馬所属の調教師（元騎手）。

## 来歴
1963年大分県中津市にて出生。中津競馬場から自転車でわずか10分程度という実家で生まれ育ち、騎手見習いをしていた中学の級友に誘われて競馬場に遊びに行った際、体躯の小さかった尾林を見た調教師から「騎手になってみないか？」と声を掛けられたのを契機に騎手を目指すようになる。
尾林はその後1979年地方競馬教養センターの騎手課程を修了、同年10月13日に中津・杉本和之厩舎所属騎手としてデビューを果たし、2日後の15日に初勝利を記録している。なお同期には佐賀の鮫島克也・川崎の金子正彦などがいる。以後、尾林は中津記念3連覇や中津ダービーの連覇の他、有馬澄男（現・園田所属調教師）とのリーディング争いを幾度も繰り広げ1998・1999年と2年連続リーディング騎手を獲得するなど中津競馬の中心騎手として活躍をする。
しかし通算2000勝を目前していた尾林が「これから一番、競馬が面白くなってきそうなとき」と感じていた2001年、中津市は累積赤字による経営難を理由に中津競馬場の廃止を決定（廃止は6月と報じられたが開催最終日は3月）。この報を受け当初「他所（佐賀・荒尾）も厳しく行く先はないかも」と現役引退も考えた尾林であったが、同期デビュー生であった橋本幸次郎が荒尾で調教師をしていたツテを頼り、2001年7月より荒尾競馬へと籍を移し現役を続行。中津廃止の2年ほど前より九州競馬の連携が始まり他場の調教師･騎手との繋がりでき、これが尾林の移籍を後押しする要因ともなっている。
移籍にあたり「荒尾は（カーブが緩く）中津よりも乗りやすい」と評した尾林であるが、移籍当初所属していた橋本厩舎が業績不振により開業僅か4年で廃業するなど騎乗馬に恵まれず勝利数を停滞させる厳しい時期があった中、畑田厩舎への所属変更を契機に再び勝ち鞍を積み重ねるようになり2009年に通算2500勝を達成。翌2010年にはゴールデンジョッキーカップ出場を果たす（12人中8位）など、移籍後もその実績を伸ばしていた。
しかし、その荒尾競馬場も2011年12月23日をもって廃止されることが決定し、同日をもって引退した。
通算成績は、16640戦2665勝、2着2326回、3着2139回（勝率16.0%、連対率30.0%）。

## 主な重賞勝利
- サラブレッドクイーン賞（1982年）
- アラブクイーン賞（1984年）
- 中津記念（1982年、1992年-1994年、2000年）
- アラブ新春賞（1986年、1993年）
- アラブ優駿（1986年、1999年）
- 中津大賞典（1987年）
- アラブ大賞典【中津】（1987年、1989年、1992年）
- 中津ダービー（1988年-1989年、1998年）
- 九州地区交流アラブ大賞典【荒尾】（1989年）
- アラブチャンピオン（1992年）
- アラブ王冠（1992年、1997年）
- サラブレッドチャンピオン（1993年、1995年）
- 中津桜花賞（1998年）
- 大阿蘇大賞典（2002年）
- ヤングチャンピオン（2003年）
- 有明大賞典（2003年、2005年）
- 門松賞（2005年）
- 九州記念（2007年）
- 九州王冠（2008年）